# サユール・ソプ
サユール・ソプ（Sayur sop）は、鶏肉、あるいは牛肉の出汁に野菜を入れて作られる、インドネシアの野菜スープ。インドネシアでは朝食や昼食としてよく供される。

## 材料
サユール・ソプは、ニンジンやキャベツ、カリフラワー、ジャガイモ、トマト、ブロッコリー、ニラ、きのこ、さやいんげん、マカロニ、バクソまたはソーセージを鶏肉か牛肉の出汁で煮込んだもので、黒コショウやニンニク、エシャロットで香味付けされる。フライドエシャロットやセロリが加えられることもある。
サユール・ソプはコンフォートフードであり、炊いた米やテンペ、トウモロコシの揚げ物と一緒に供されるのが一般的である。